# Domenico da Cesariano
Beato Domenico da Cesariano (Cesariano, 1450 – Cesariano, 22 agosto 1510) è stato un religioso italiano, venerato come beato dalla Chiesa cattolica.

## Biografia
Nacque verso il 1450 a Cesariano, frazione del comune di Montereale dell'Aquila, nella diocesi di Rieti (ora arcidiocesi dell'Aquila), da nobili genitori perugini della famiglia Alessi che si erano trasferito nel villaggio. Si sposò ed ebbe una figlia, ma successivamente e col consenso della moglie prese l'abito del terz'ordine di San Francesco nella chiesa di San Bernardino all'Aquila. Il beato Domenico attendeva continuamente all'esercizio dell'orazione, della mortificazione e della penitenza, distribuiva abbondanti elemosine ai poveri, visitava e serviva gli infermi e i carcerati, alcuni dei quali liberò dal carcere pagandone i debiti. Secondo la tradizione risolse dubbi e questioni difficilissime benché privo di istruzione, vide più volte il suo angelo custode, risanò uno storpio dalla nascita e diede la parola a una fanciulla nata muta. Morì il 22 agosto (ottava dell'Assunzione) 1510 nello stesso paesino di Cesariano, e il suo corpo fu tumulato nella chiesa di Santa Maria in Pantanis, (nel comune di Montereale), chiamata anche Madonna del piano, dove tuttora è conservato all'interno di una grande teca di vetro. Il beato Domenico, nei vari cataloghi dei beati terziari francescani è registrato come: Beatus Dominicus De Tilis, sive De Alexiis, Perusinus.
Il 22 agosto di ogni anno la popolazione di Cesariano festeggia questo beato nella piccola chiesetta a lui dedicata.